# Frank Moser
Frank Moser (* 23. September 1976 in Baden-Baden) ist ein ehemaliger deutscher Tennisspieler.

## Karriere
Moser war hauptsächlich als Doppelspezialist aktiv. So stand er mit wechselnden Partnern 26 Mal im Finale eines Challengerturniers, mit 13 Siegen zu 13 Niederlagen war seine Bilanz ausgeglichen. Auf der ATP Tour konnte er dreimal das Finale erreichen. 2009 zog er mit Benjamin Becker ins Finale in Los Angeles ein, unterlag dort jedoch den Bryan-Brüdern Mike und Bob mit 4:6 und 6:7 (2:7). Zusammen mit Matthias Bachinger scheiterte er in Atlanta im Juli 2011. Mit 6:3, 5:7 und [8:10] verloren die beiden gegen Alex Bogomolow und Matthew Ebden. Bei den US Open 2011 besiegten Moser und sein kroatischer Partner Ivo Karlović in der ersten Runde überraschend die Bryans, schieden in der zweiten Runde jedoch aus. 2012 erreichte er im Februar zusammen mit Kevin Anderson das Finale von San José. Doch auch in seinem dritten Finale, welches wie die anderen beiden auf US-amerikanischem Boden stattfand, blieb ihm sein erster ATP-Titel knapp versagt. Zum 21. Mai 2012 erreichte er mit Rang 47 seine höchste Platzierung in der Weltrangliste. Erst 2013, erneut in San José, feierte Frank Moser seinen einzigen Titel auf der ATP Tour. Mit Xavier Malisse besiegte er im Finale Marinko Matosevic und Lleyton Hewitt in drei Sätzen. Zum Saisonende 2016 beendete Moser seine Profilaufbahn.

## Erfolge
| Legende (Anzahl der Siege)  |
| Grand Slam                  |
| ATP World Tour Finals       |
| ATP World Tour Masters 1000 |
| ATP World Tour 500          |
| ATP World Tour 250 (1)      |
| ATP Challenger Tour (15)    |

| ATP-Titel nach Belag |
| Hartplatz (1)        |
| Sand (0)             |
| Rasen (0)            |

### Doppel

#### Turniersiege

##### ATP World Tour
| Nr. | Datum            | Turnier  | Belag         | Partner        | Finalgegner                      | Ergebnis          |
| --- | ---------------- | -------- | ------------- | -------------- | -------------------------------- | ----------------- |
| 1.  | 17. Februar 2013 | San José | Hartplatz (i) | Xavier Malisse | Marinko Matosevic Lleyton Hewitt | 6:0, 6:75, [10:4] |

##### ATP Challenger Tour
| Nr. | Datum              | Turnier     | Belag         | Partner             | Finalgegner                              | Ergebnis          |
| --- | ------------------ | ----------- | ------------- | ------------------- | ---------------------------------------- | ----------------- |
| 1.  | 27. Juni 2003      | Recanati    | Hartplatz     | Manuel Jorquera     | Rodolphe Cadart Dudi Sela                | 6:4, 7:5          |
| 2.  | 27. November 2005  | Sunderland  | Hartplatz (i) | Sebastian Rieschick | Christopher Kas Philipp Petzschner       | 6:4, 6:73, 6:4    |
| 3.  | 16. Juli 2006      | Cuenca      | Sand          | Alexander Satschko  | Santiago Giraldo Carlos Salamanca        | 3:6, 6:3, [10:6]  |
| 4.  | 16. September 2007 | Orléans     | Hartplatz (i) | Jamie Cerretani     | Tomasz Bednarek Michał Przysiężny        | 6:1, 7:62         |
| 5.  | 11. November 2007  | Tunis       | Hartplatz     | Ivan Dodig          | Jasper Smit Martijn van Haasteren        | 4:6, 7:5, [11:9]  |
| 6.  | 1. Juni 2008       | Karlsruhe   | Sand          | Daniel Köllerer     | Jun Woong-sun Joseph Sirianni            | 6:2, 7:5          |
| 7.  | 17. August 2008    | Istanbul II | Hartplatz     | Michael Kohlmann    | David Škoch Igor Zelenay                 | 7:64, 6:4         |
| 8.  | 24. August 2008    | Genf        | Sand          | Daniel Köllerer     | Rameez Junaid Philipp Marx               | 7:65, 3:6, [10:8] |
| 9.  | 11. Juli 2010      | Oberstaufen | Sand          | Lukáš Rosol         | Hans Podlipnik-Castillo Max Raditschnigg | 6:0, 7:5          |
| 10. | 5. September 2010  | Como        | Sand          | David Škoch         | Martin Emmrich Mateusz Kowalczyk         | 5:7, 7:62, [10:5] |
| 11. | 26. September 2010 | Izmir       | Hartplatz     | Rameez Junaid       | Jamie Delgado Jonathan Marray            | 6:2, 6:4          |
| 12. | 24. Oktober 2010   | Seoul       | Hartplatz     | Rameez Junaid       | Vasek Pospisil Adil Shamasdin            | 6:3, 6:4          |
| 13. | 5. Juni 2011       | Fürth       | Sand          | Rameez Junaid       | Jorge Aguilar Júlio César Campozano      | 6:2, 6:72, [10:6] |
| 14. | 18. August 2013    | Meerbusch   | Sand          | Rameez Junaid       | Dustin Brown Philipp Marx                | 6:3, 7:64         |
| 15. | 29. November 2015  | Andria      | Hartplatz (i) | Marco Chiudinelli   | Carsten Ball Dustin Brown                | 7:65, 7:5         |

#### Finalteilnahmen
| Nr. | Datum            | Turnier     | Belag         | Partner            | Finalgegner                  | Ergebnis         |
| --- | ---------------- | ----------- | ------------- | ------------------ | ---------------------------- | ---------------- |
| 1.  | 2. August 2009   | Los Angeles | Hartplatz     | Benjamin Becker    | Mike Bryan Bob Bryan         | 4:6, 6:72        |
| 2.  | 24. Juli 2011    | Atlanta     | Hartplatz     | Matthias Bachinger | Alex Bogomolow Matthew Ebden | 6:3, 5:7, [8:10] |
| 3.  | 19. Februar 2012 | San José    | Hartplatz (i) | Kevin Anderson     | Mark Knowles Xavier Malisse  | 4:6, 6:1, [5:10] |